# Ermanno Aebi
Ermanno Aebi (* 22. November 1892 in Mailand, Italien; † 1976) war ein schweizerisch-italienischer Fußballspieler.
Aebi gehörte von 1909 bis 1923 dem Kader von Inter Mailand an. Ab 1913 war der Stürmer in der Stammformation des Vereins. Mit Inter wurde Aebi zweimal (1910 und 1920) italienischer Meister. Insgesamt bestritt er 142 Pflichtspiele für Inter Mailand und erzielte dabei 106 Tore.
Im Januar 1920 wurde Aebi erstmals in den Kader der italienischen Fußballnationalmannschaft berufen. Bei seinem Debüt steuerte er drei Tore zum 9:4-Sieg gegen Frankreich bei. Sein zweites Länderspiel bestritt er am 28. März 1920 gegen die Schweiz. Dies blieben seine einzigen Einsätze als Nationalspieler.
Nach Beendigung seiner aktiven Laufbahn war Aebi als Schiedsrichter tätig.